# Ronja Schütte
Ronja Schütte (* 20. Februar 1990 in Geesthacht) ist eine ehemalige deutsche Ruderin.
2007 wurden Anna-Maria Kipphardt, Anja Broders, Navina Passmann und Ronja Schütte Deutsche Meister im Vierer ohne Steuerfrau und belegten den zweiten Platz bei den Junioren-Weltmeisterschaften. Bei den Junioren-Weltmeisterschaften 2008 siegten Broders und Schütte im Zweier ohne Steuerfrau. 2009 und 2010 ruderte Schütte im U23-Achter und belegte den fünften, bzw. vierten Platz bei den U23-Weltmeisterschaften. 2011 gewann Schütte bei den Deutschen Meisterschaften im Achter, bei den Weltmeisterschaften 2011 ruderte der Achter auf den achten Platz. 2012 qualifizierte sich Schütte mit dem deutschen Frauenachter für die Olympischen Spiele in London, verpasst dort aber mit der Mannschaft das Finale.
Im neuen Olympiazyklus gehört Schütte weiterhin zum Kader im deutschen Riemenbereich der Frauen. Bei den Ruder-Europameisterschaften 2013 gewann sie die Silbermedaille mit dem Achter, musste aber für die Weltmeisterschaften in den Vierer ohne Steuerfrau weichen und belegte dort Platz 4. Danach etablierte sie sich dauerhaft für den Achter, der aber eine schwierige Zeit durchlebte. Bei den Weltmeisterschaften 2014 in Amsterdam belegte Schütte mit dieser Mannschaft den siebten Platz, danach Platz 4 bei den Europameisterschaften 2015 und Platz 10 bei den Ruder-Weltmeisterschaften 2015. Für die Olympischen Sommerspiele 2016 konnte sich der deutsche Frauenachter nicht qualifizieren. Schütte nahm im Vierer-ohne mit den Nachwuchsruderinnen Melanie Hansen, Charlotte Reinhardt und Lea-Kathleen Kühne jedoch erfolgreich an den Weltmeisterschaften 2016 teil und gewann die Bronzemedaille hinter Großbritannien und den Vereinigten Staaten.
Ronja Schütte ruderte für den Essen-Werdener Ruder-Club, sie ist in Velbert aufgewachsen und studierte Psychologie an der Ruhr-Universität Bochum.